# ادمیلسون جونیور
ادمیلسون جونیور پائولا دا سیلوا (پرتغالی: Edmilson Junior Paulo da Silva؛ زادهٔ ۱۹ اوت ۱۹۹۴) بازیکن فوتبال بلژیکی- برزیلی است که در پست وینگر برای باشگاه الدحیل بازی می‌کند.

## زندگی شخصی
پدر وی ادمیلسون نیز فوتبالیست بود 